# DB Station&Service
A DB Station&Service AG a Deutsche Bahn leányvállalata volt, amely a német vasúthálózaton több mint 5400 vasútállomás kezeléséért felelt. A társaság 2023. december 27-én beolvadt a DB InfraGO társaságba.
A DB Station & Service AG 1999. január 1-én indult el vasúti reform második szakaszának részeként a Unternehmensbereich Personenbahnhöfe részlegéből.
1999-től kezdődően számos állomást modernizáltak. Ez különösen a nagy vasútállomásokat érintette. Néhány éve a DB Station&Service AG - saját információi szerint - egyre több beruházást hajtott végre a több mint 4000 kis- és közepes méretű állomáson és megállón. A kisebb vasútállomások iránti tényleges elkötelezettséget a nyilvánosság és számos helyi politikus erősen bírálta. Az első kísérlet a DB Pluspunkte szabványosított koncepciója volt, amely szerint az állomás a forgalom nagyságától függően további moduláris alkatrészekkel is felszerelhető és bővíthető volt. A moduláris rendszer gyártásának magas költségei, a vevők alacsony szintű elfogadottsága és a már meglévő infrastruktúra miatt ezt elvetették. 2001-ben a DB Station&Service AG egységes minőségi előírásokat határozott meg az állomások számára, és elindította a programot a meglévő épületekben történő bevezetésre.
Az állomások és megállók hét állomáskategóriára vannak felosztva forgalmuk alapján.